# Feuerlöschdecke

Internationales Symbol nach ISO 7010 für Löschdecken

Veraltetes Symbol in Deutschland nach BGV A8 und DIN 4844 für „Mittel und Geräte zur Brandbekämpfung“, meist bei Löschdecken verwendet

Eine Löschdecke (auch Feuerlöschdecke) ist ein Kleinlöschgerät und wird hauptsächlich zum Ablöschen von Entstehungsbränden verwendet. In Deutschland wird der Einsatz im gewerblichen Umfeld seitens der DGUV nicht mehr empfohlen.
Die Hauptlöschwirkung einer Löschdecke, das Ersticken, entsteht durch die Trennung von Sauerstoff und brennbarem Stoff. Löschdecken bestehen aus flammhemmend behandelter Wolle, heute vermehrt auch aus Glasfasergewebe oder Nomex, früher häufig aus Asbest. Die preiswert zur Verwendung im Haushalt angebotenen Löschdecken sind wenig effektiv. Zur universellen Anwendung sind schwere und dichtgewebte Decken erforderlich.
Bei Personenbränden ist ein Feuerlöscher einer Feuerlöschdecke vorzuziehen. Auch bei Fettbränden sind die für den Einsatz im Haushalt angebotenen Löschdecken wenig wirkungsvoll. Für Fett- und Flüssigkeitsbrände sollte ein speziell für diesen Zweck geeigneter Feuerlöscher vorgehalten werden.
Größere Decken, die insbesondere auch zur Eindämmung des Brandes von Lithium-Ionen-Akkus in Elektrofahrzeugen angeboten werden, werden auch als Brandbegrenzungsdecke bezeichnet.

## Verwendung
Eine Löschdecke kann als Löschmittel bei Entstehungsbränden genutzt werden. Bei weiter fortgeschrittenen Bränden sind sie oft nicht mehr ausreichend.
Seit 2017 rät die Deutsche Gesetzliche Unfallversicherung (DGUV), eine Löschdecke für Fettbrände und Personenbrände nur noch zu verwenden, wenn kein geeigneter Feuerlöscher verfügbar ist. Personenbrände können auch mit Wasser gelöscht werden. Bei Fettbränden sollte ein spezieller Fettbrandlöscher verwendet werden.
Bei Kleiderbränden können durch Verwendung einer Löschdecke heiße Stoffteile auf die Haut gepresst werden und zu Verbrennungen führen. Auch hier eignet sich eine Löschdecke darum in erster Linie zum Löschen einer gerade erst in Brand geratenen Person. Vorzugsweise sollte immer ein Feuerlöscher oder Wasser zum Löschen verwendet werden. Steht nichts davon zur Verfügung, kann versucht werden, die Flammen mit einem möglichst schwerem und dichtem Kleidungsstück oder anderen Textilien zu ersticken, die vorzugsweise nicht aus Kunstfasern bestehen.
Entgegen früherer Empfehlungen sollten Löschdecken nur noch zum Löschen von kleineren Fettbränden in Küchen verwendet werden.
Der deutsche Unfallversicherungsträger Berufsgenossenschaft Nahrungsmittel und Gastgewerbe hat Versuche zum Löschen von Fettbränden durchgeführt. Dabei wurde festgestellt, dass gewöhnliche Löschdecken (aus Glas-, Nomex- und Kevlargewebe, Wolle oder Baumwolle) nur bedingt zum Löschen von Fettbränden geeignet sind, da sie bei zu hohem „Hitzepotential“ durchbrennen können. Vermutlich kondensierten die heißen Fettdämpfe im Gewebe und können sich dort erneut entzünden. Soweit die Decke Kontakt zum Öl oder Fett hat, wird durch den Dochteffekt weiterer Brennstoff nachgesaugt. Bei diesen Versuchen wurde ebenfalls festgestellt, dass auch andere in der Vergangenheit häufig für Fettbrände vorgeschlagene Löschmittel, z. B. Pulver oder Kohlendioxid, nur bedingt oder gar nicht geeignet sind.

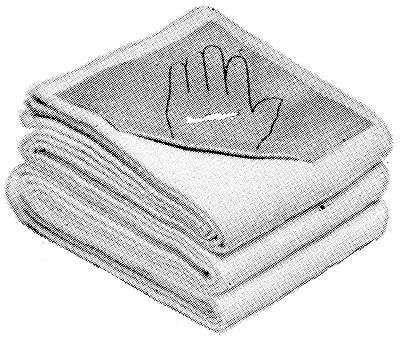
Löschdecke
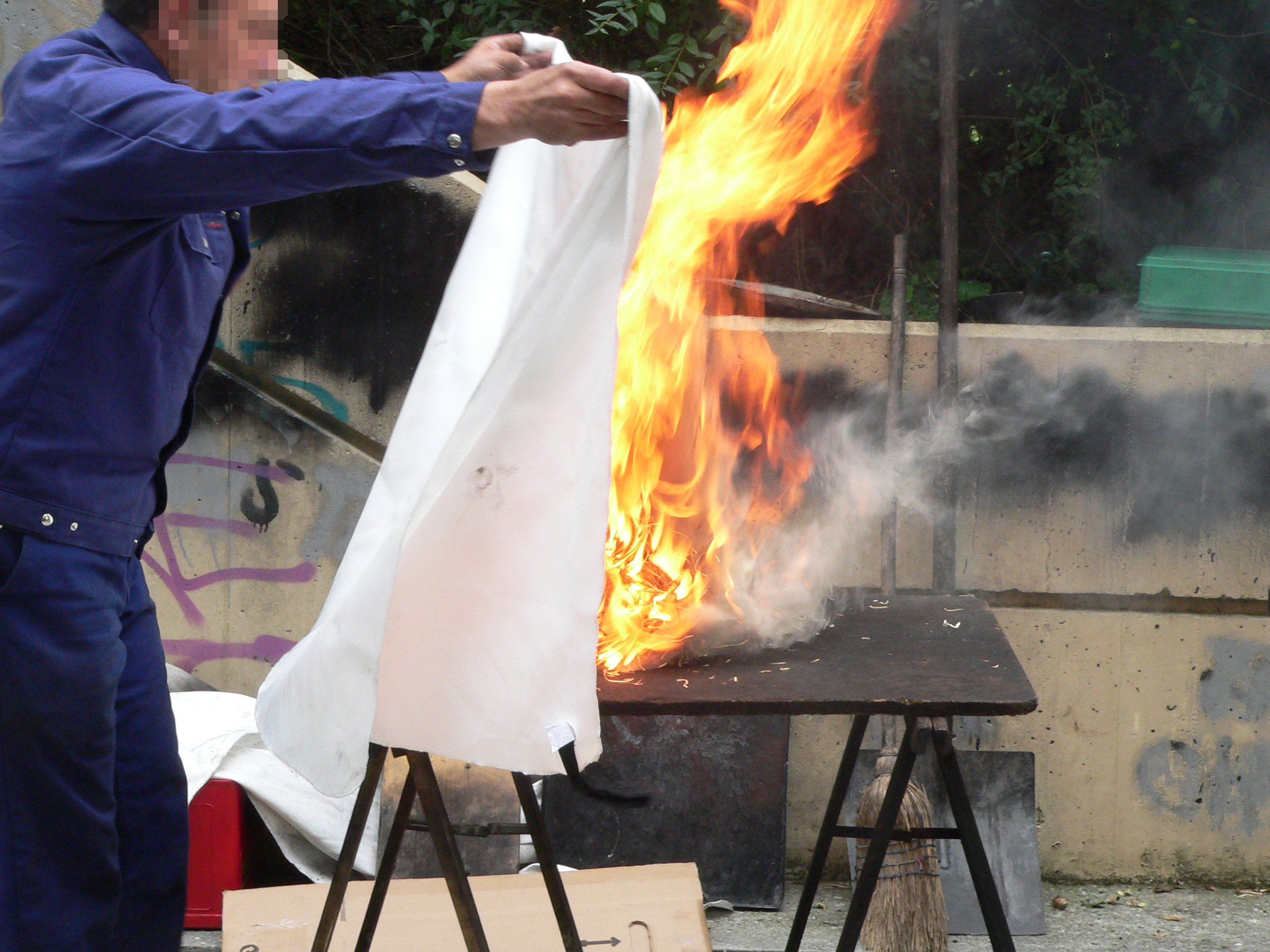
Ersticken mit Löschdecke
- Löschdecke im Einsatz

## Normung
Während sie früher als Feuerlöschdecke bezeichnet wurde, ist die genormte deutschsprachige Bezeichnung nach der EN 1869 nur Löschdecke. In der Praxis wird die alte Bezeichnung aber oft weiterverwendet. Das Norm-Brandprüfobjekt für Löschdecken nach der EN 1869 ist ein Behälter mit maximal 3 Liter Speisefett/-öl, was einer haushaltsüblichen Fritteuse entspricht. Somit sind Löschdecken, die der Europa-Norm entsprechen, nicht für den Einsatz bei größeren Fettmengen, wie in Fritteusen der Gastronomie, zugelassen. Die EN 1869 wurde von EU-Mitgliedsstaaten in nationale Normen übernommen.
Die DIN 14155, nach der sie in Deutschland genormt war, wurde 2001 zurückgezogen. Begründet wurde dies damit, dass zum Löschen von brennenden Personen effizientere Löschmittel vorhanden sind. Dasselbe gilt für die ÖNORM F 1010, nach der sie in Österreich genormt war.
Für die Kennzeichnung eines Ortes, an dem eine Löschdecke vorhanden ist, ist in Deutschland ein Symbol, das nach ASR A1.3 und DIN EN ISO 7010 geregelt ist, vorgesehen. In Österreich gibt es dafür keinen Standard. Der Hinweis kann auch mit Texttafeln erfolgen.

## Löschdeckenbehälter

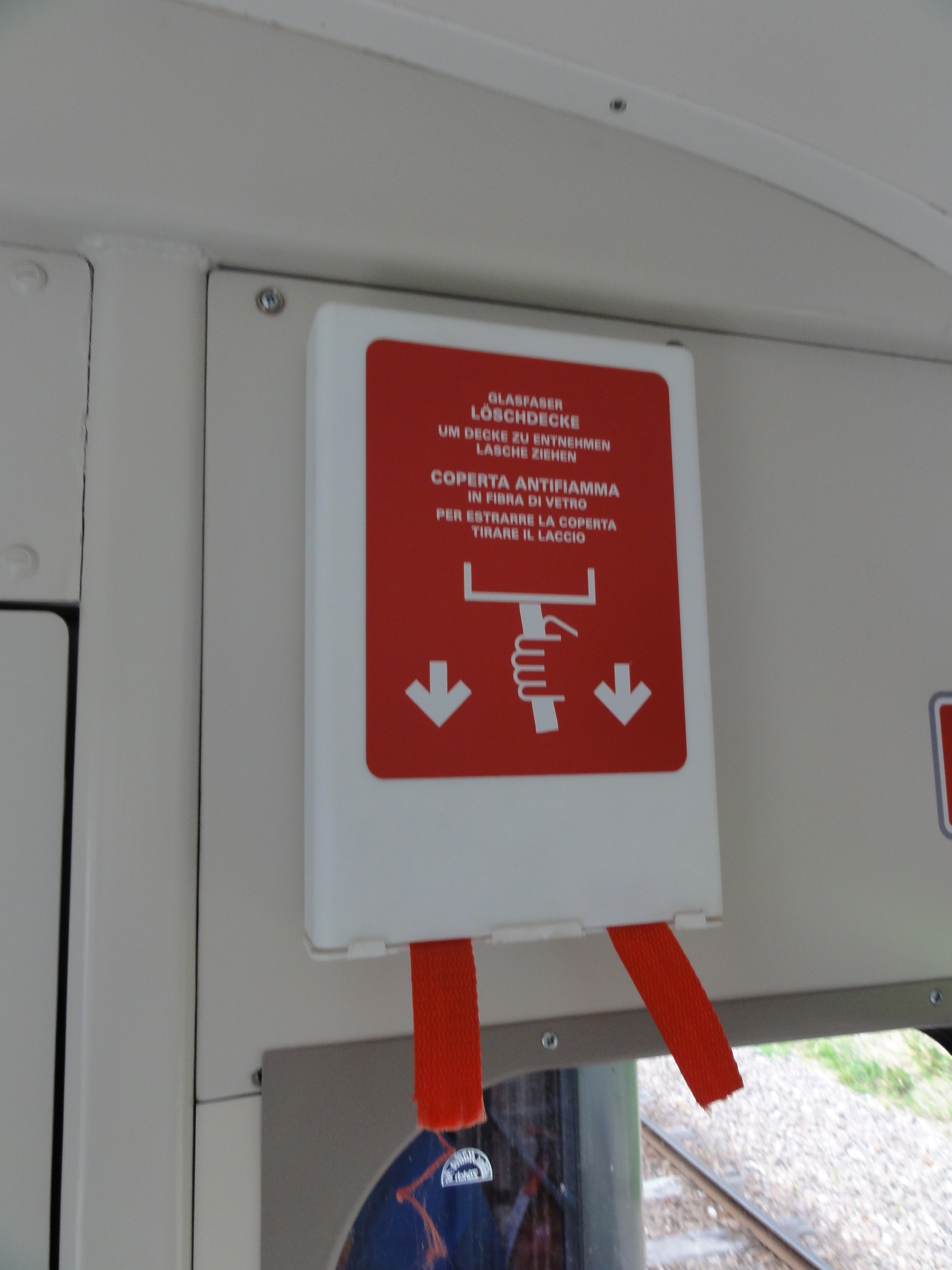
Feuerlöschdecke (in der Rittner Bahn)
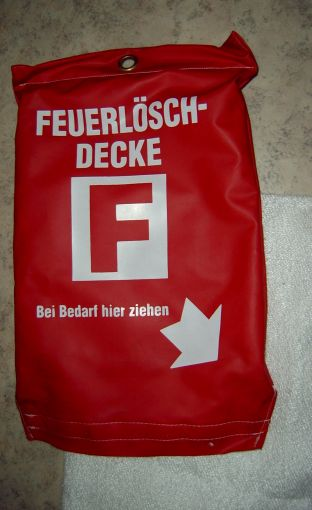
Löschdecke mit geöffneter Hülle
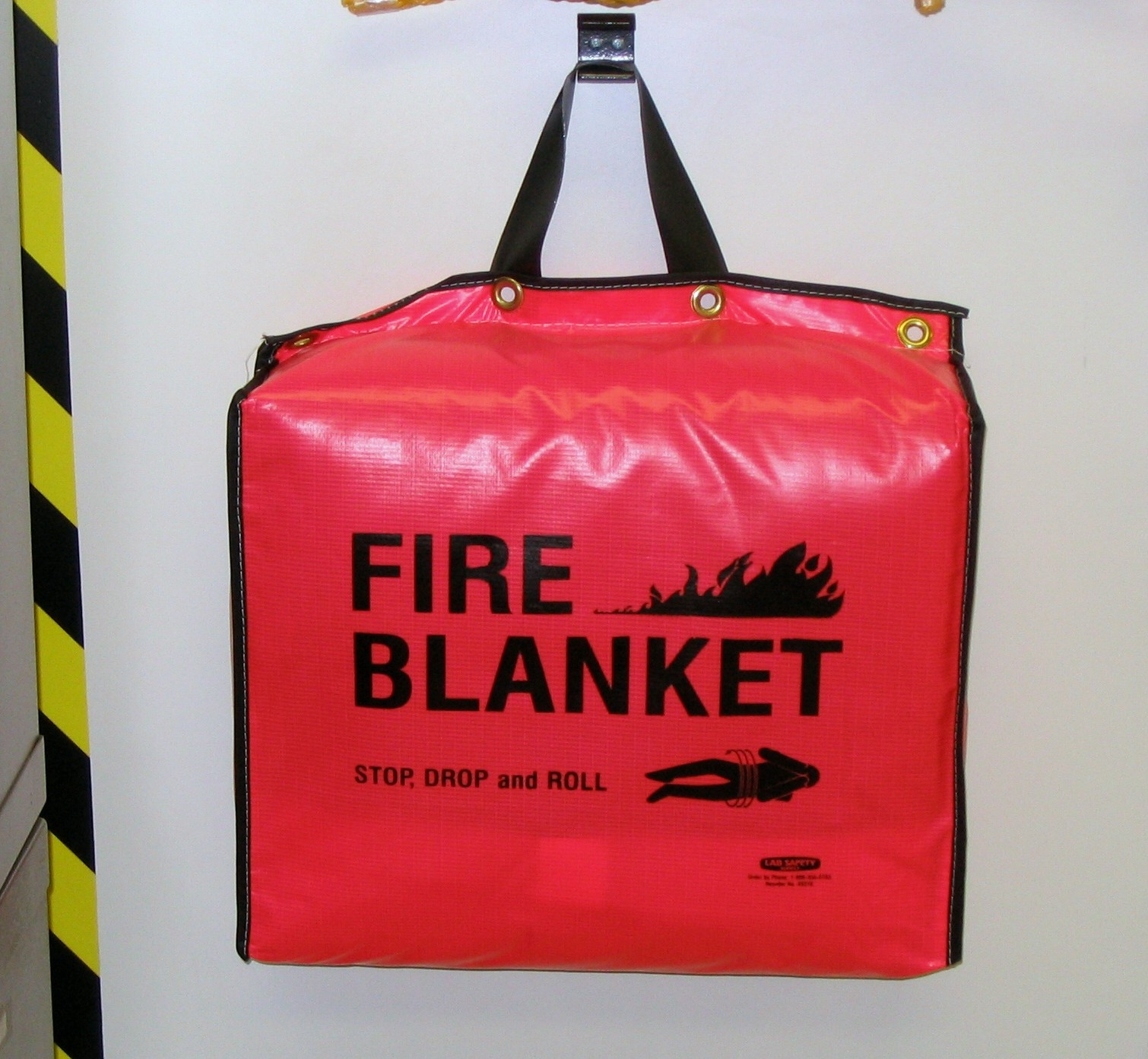
Löschdecke / Fire blanket
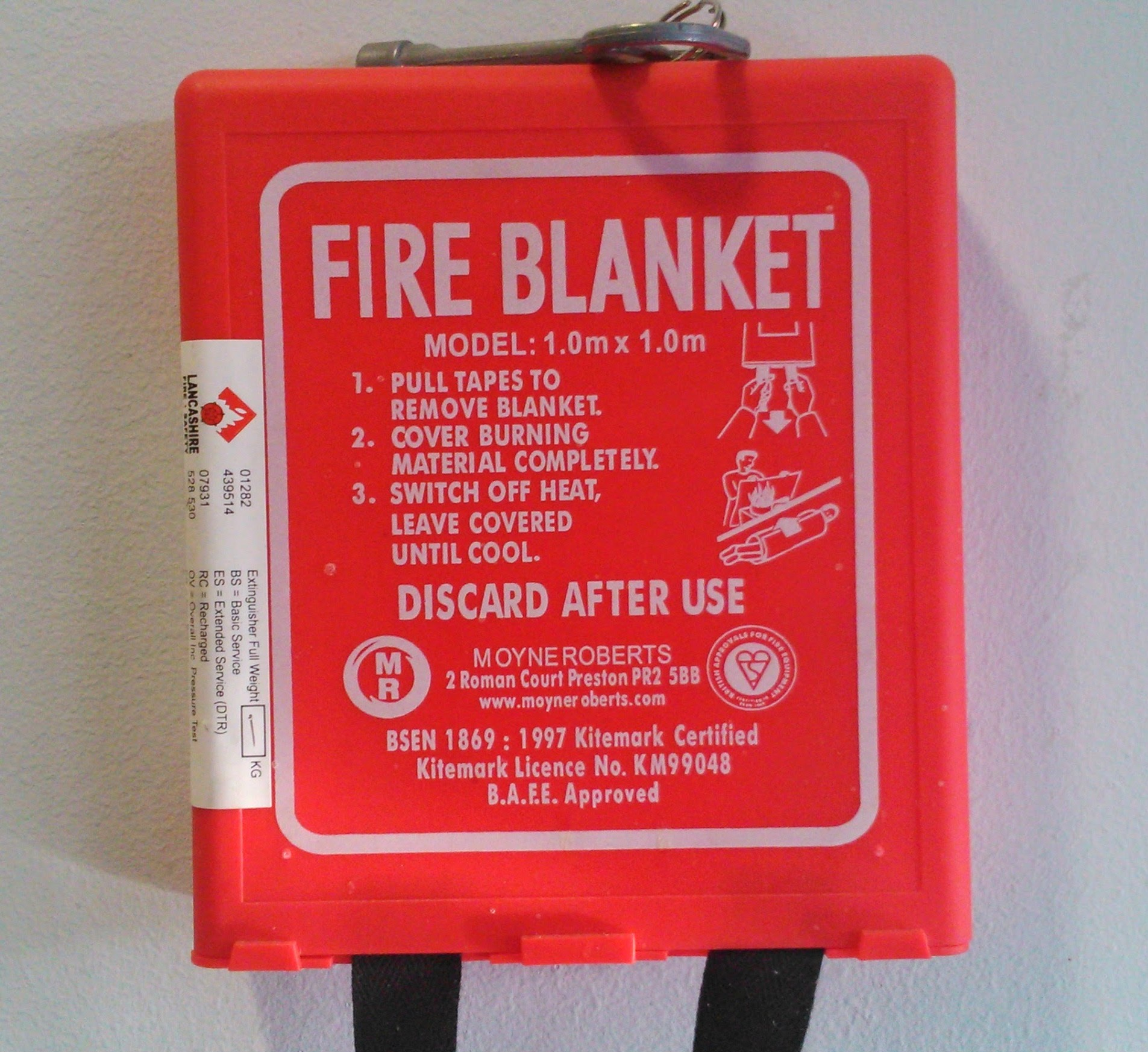
Löschdecke in Großbritannien
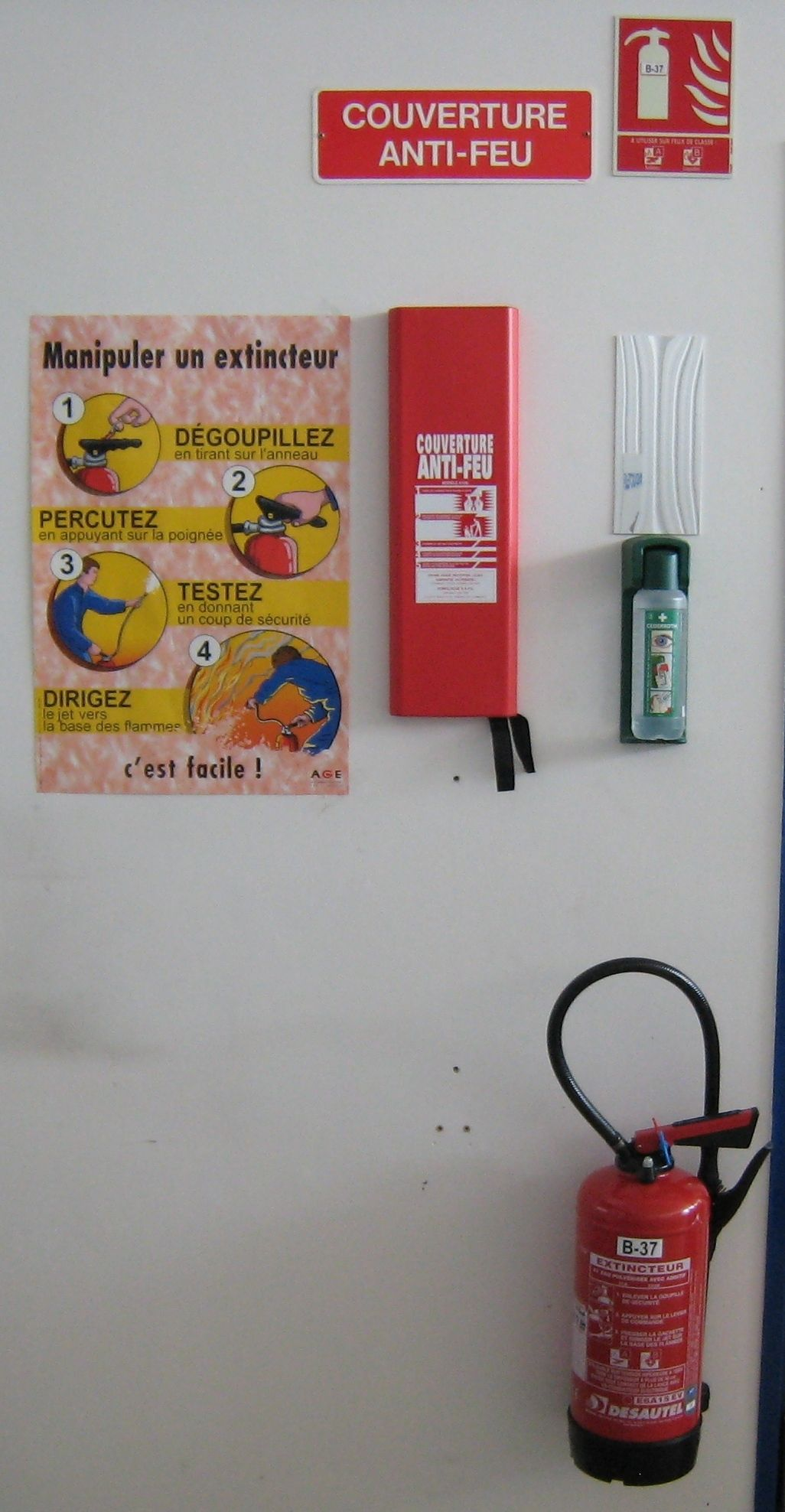
Löschdecke / Couverture antifeu

## Löschdecken zum Einsatz an Fahrzeugen
Verschiedene Hersteller haben großflächige Löschdecken zur Brandbekämpfung an Fahrzeugen entwickelt. Durch die im Fahrzeug mitgeführte oder an Parkflächen bereitgestellte Löschdecke kann idealerweise bereits das entstehende Feuer gelöscht oder unter Kontrolle gehalten werden. Während die Hersteller der Löschdecken diese insbesondere für den Einsatz in Elektrofahrzeugen anbieten, empfehlen die Fahrzeughersteller häufig das Löschen mit Wasser. Hierfür werden jedoch unter Umständen viele Kubikmeter Wasser benötigt. Die Angaben reichen von 10 bis 150 Kubikmetern. Ein Tanklöschfahrzeug kann oft nur 4 Kubikmeter Wasser aufnehmen. Auch in räumlich beengten Umgebungen, wie Fähren, Tunneln, Tiefgaragen oder Parkhäusern, kann eine Löschdecke als Erstmaßnahme sinnvoll sein, die schon von geschulten Laien eingesetzt werden kann. Hier kann eine Löschdecke den Brand eindämmen, bis weitere Löschmaßnahmen ergriffen werden können. Auch der Transport eines verunfallten oder bereits gelöschten Elektroautos kann mit einer Löschdecke zusätzlich gesichert werden, um so das Risiko eines Wiederaufflammen des Brands zu begrenzen.